# Harris Salleh
Yang Berhormat Tan Sri Datuk Seri Panglima Harris bin Mohd Salleh SPDK (* 4. November 1930 in Labuan), war der sechste Ministerpräsident des Bundesstaates Sabah in Malaysia und Präsident der Partei Parti Berjaya. Seine Amtszeit währte von 1976 bis 1985. Während seiner Amtszeit war er für die umstrittene Abgabe der zuvor zu Sabah gehörenden Insel Labuan an die malaysische Bundesregierung verantwortlich, die in der Folge Labuan zum zweiten Bundesterritorium von Malaysia machte.
Der islamische Politiker ist mit Datin Rupiah Bachee Khan verheiratet.